# Whimple (stacja kolejowa)
Whimple – stacja kolejowa we wsi Whimple w hrabstwie Devon na linii kolejowej West of England Main Line. Stacja niewyposażona w sieć trakcyjną.

## Ruch pasażerski
Stacja obsługuje ok. 36 474 pasażerów rocznie (dane za rok 2021/2022). Posiada bezpośrednie połączenia z Londynem, Salisbury i Exeterem. Pociągi odjeżdżają ze stacji co godzinę w każdą stronę. 

## Obsługa pasażerów
Automaty biletowe, przystanek autobusowy.